# Svalbarðshreppur

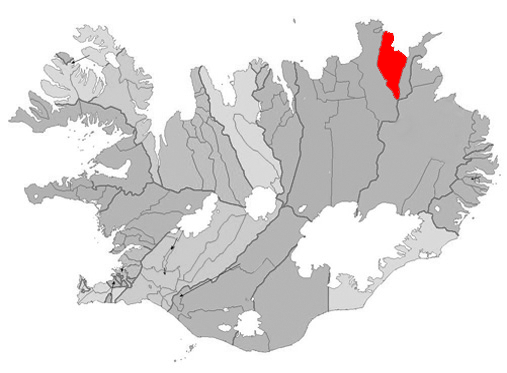
Svalbarðshreppur

Svalbarðshreppur är en kommun i regionen Norðurland eystra på Island. Folkmängden är 94 personer (2022).